# Дилан Спрејбери
Дилан Мјуз Спрејбери (енгл. Dylan Muse Sprayberry; Хјустон, 7. јул 1998) амерички је глумац. Познат је по улози Лијама Данбара у серији Млади вукодлак (2014—2017).

## Филмографија

### Филм
| Улоге Дилана Спрејберија |                      |               |                  |          |
| Година                   | Српски назив         | Изворни назив | Улога            | Напомена |
| 2009.                    | Матори џукци         |               | фудбалер         |          |
| 2013.                    | Човек од Челика      |               | млади Кларк Кент |          |
| 2023.                    | Млади вукодлак: Филм |               | Лијам Данбар     |          |

### Телевизија
| Улоге Дилана Спрејберија |                  |               |              |              |
| Година                   | Српски назив     | Изворни назив | Улога        | Напомена     |
| 2008.                    | Злочиначки умови |               | Сем Канингам | 1 епизода    |
| 2008.                    | Ај Карли         |               | Метју        | 1 епизода    |
| 2012.                    | Гли              |               | млади Купер  | 1 епизода    |
| 2014—2017.               | Млади вукодлак   |               | Лијам Данбар | главна улога |